# 폴란드의 10월
폴란드의 10월(폴란드어: Polski październik 폴스키 파지지에르니크[*], 폴란드어 발음: [ˈpɔl.ski paʑˈd͡ʑɛr.ɲik])은 1956년 10월에 발생한 폴란드 인민공화국의 정치적 변화이다. 브와디스와프 고무우카가 집권 폴란드 통일노동자당 (PZPR)의 제1서기에 부임하며 폴란드에서의 스탈린주의가 종식되었다.
1956년 2월 소련 서기장 니키타 흐루쇼프의 인격 숭배와 그 결과 발표, 3월 폴란드 지도자 볼레스와프 비에루트의 죽음, 6월 발생한 1956년 포즈난 시위로 인해 폴란드 통일노동자당 내부에서 강경 스탈린주의자들의 입지가 약화되었다. 폴란드 상황에 대한 인민들의 불만은 고무우카의 내셔널리즘 개혁 세력에 힘을 실어주었다. 소련은 고무우카 세력과 협상을 시작했고 폴란드에서 소련의 영향력을 보장받는 대가로 고무우카 세력을 지지하고 폴란드에 더 많은 자주권을 부여하는 협정을 체결했다.
폴란드의 10월은 고무우카 정권이 1960년대에 폴란드를 더 억압적으로 통치했음에도 불구하고 경직된 폴란드 사회 분위기의 해방과 폴란드의 스탈린주의 종식, 1956년 헝가리 혁명 발발에 기여했다. 일부 사회학자들은 이 사건을 "폴란드의 10월 혁명"으로 칭하며 헝가리 혁명에 비해 덜 극적이었음에도 불구하고 이 사건이 소련이 동구권에 있는 소련의 위성국에 대한 태도에 영향을 주었다고 평가한다.
폴란드에서는 이 사건을 폴란드의 1956년 10월(폴란드어: Polski październik 1956 폴스키 파지지에르니크 1956[*]), 10월 해빙(폴란드어: Odwilż październikowa 오드빌시 파지지에르니코바[*]), 고무우카 해빙(폴란드어: Odwilż gomułkowska 오드빌시 고무우코프스카[*]), 작은 안정화(폴란드어: Mała stabilizacja 마와 스타빌리자차[*]), 56년 10월(폴란드어: Październik ’56 파지지에르니크 ’56[*])이라는 명칭으로도 부르고 있다.

## 배경
폴란드의 10월은 몇 가지 요인으로 인해 발생했다. 1953년 이오시프 스탈린의 죽음과 그로 인한 스탈린 격하 운동 및 흐루쇼프 해빙기는 동구권 전체에서 근본적인 문제에 대한 논쟁을 촉발했다. 스탈린과 스탈린주의에 대한 비판은 그의 생전에는 상상할 수 없는 일이었으나, 그의 죽음은 소련 공산당 (CPSU) 지도부에게 승계 위기를 초래하여 반스탈린주의자들이 권력과 정책에 영향력을 행사할 기회를 제공했다. 고위 폴란드 비밀경찰 요원 유제프 시비아토의 대중적인 탈영은 폴란드 통일노동자당을 국제적으로 당혹스럽게 만들었으며, 그 결과 국가안보부의 약화를 초래했다.
1955년 여름, 제5차 세계 청년 학생 축전이 바르샤바에서 개최되었다. 이 행사는 대규모 선전 운동이자 동유럽 공산주의자들과 서유럽, 아시아, 아프리카, 남아메리카 출신의 동지들을 위한 만남의 장으로 기획되었으며, 5일간 수십만 명의 폴란드 관중들이 바르샤바에서 춤, 연극 및 기타 볼거리를 관람하기 위해 모였다. 그러나 폴란드인들에게 진정한 볼거리는 외국인들이었으며, 그들 중 다수는 서유럽 출신으로 폴란드인과 유사한 문화를 공유했지만 훨씬 부유하고 개방적이라는 점에서 현지 폴란드인들과 극명한 대조를 이루었다. 깊은 충격을 받은 많은 폴란드인들은 십 년간의 반서방 수사가 거짓이었음을 깨달았다. 폴란드인, 동독인, 헝가리인, 체코슬로바키아인 및 기타 공산권 국가 출신들은 서로 활발하게 교류했다. 더 이국적인 방문객들과도 폴란드인들은 도시 곳곳의 개인 아파트에서 교류했다. 대학생들은 외국인들과 토론 모임을 가지기도 했는데, 그들 중 다수는 공산주의자가 아닌 것으로 드러났다.:446–448
1956년까지 니키타 흐루쇼프는 소련 공산당의 제1서기로 부상하여 스탈린의 후계자가 되었다. 2월, 소련 공산당 제20차 대회에서 흐루쇼프는 개인숭배와 그 결과들에 대하여라는 제목의 연설(일반적으로 비밀 연설로 알려짐)을 발표하여 소련 및 다른 공산 국가들에 광범위한 영향을 미쳤다. 흐루쇼프는 스탈린을 개인적으로나 그의 통치 방식을 강력하게 비판했으며, 이는 참석자들과 결국 공산 세계 전체에 큰 충격을 주었다. 그러나 이는 공산 운동 내에서 스탈린과 스탈린주의를 비판하는 것에 대한 사회 낙인을 깨뜨렸다. 스탈린주의에 대한 헌신으로 "폴란드의 스탈린"으로 알려진 폴란드 통일노동자당의 서기장 볼레스와프 비에루트는 제20차 대회에 참석하기 위해 모스크바에 있었다. 비에루트의 건강 악화로 인해 그는 병원에 입원했으며, 나머지 폴란드 대표단이 돌아간 후에도 모스크바에 남아 반스탈린주의자들에게 절호의 기회를 제공했다. 폴란드 통일노동자당 사무국은 흐루쇼프의 연설이 폴란드에서 널리 유포되어야 한다고 결정했는데, 이는 동구권에서 유일한 결정이었다.
폴란드에서는 개인숭배 비판 외에도 "현지, 국가 사회주의"의 더 독립적인 노선을 추구할 권리, 즉 모든 세부 사항에서 소련 모델을 따르지 않을 권리에 대한 논쟁이 인기 있는 주제였다. 예를 들어, 많은 폴란드 통일노동자당 당원들은 대숙청 기간 동안 스탈린이 나이든 폴란드 공산주의자들을 처형한 것을 비판했다. 3월 3일, 바르샤바에서 열린 폴란드 통일노동자당 활동가 회의에서 스테판 스타셰프스키와 다른 이들은 부재 중인 비에루트를 포함하여 당시 당 지도부를 엄하게 비판했다. 3월 12일, 비에루트는 모스크바에서 예상치 못하게 사망했으며, 이는 폴란드 통일노동자당의 여러 파벌 간의 경쟁을 심화시키고 폴란드 사회의 긴장을 고조시켰다. 비에루트의 후계자들은 스탈린주의 정책에 대한 흐루쇼프의 비난을 개혁주의적 민주적 자격을 증명하고 스탈린주의 유산과 단절하려는 의지를 보여줄 기회로 삼았다.

## 시위와 폭동
1956년 3월 말과 4월 초에 폴란드 통일노동자당 정치국과 사무국의 허가를 받아 폴란드 전역에서 수천 건의 폴란드 통일노동자당 회의가 열렸다. 수만 명이 이러한 회의에 참여했다. 사무국의 계획은 예상했던 것 이상으로 성공했다. 폴란드의 정치적 분위기는 폴란드 공산주의자들의 정당성, 스탈린 범죄에 대한 책임, 점점 인기가 높아지는 브와디스와프 고무우카의 체포, 그리고 폴란드에 주둔하는 지속적인 소련군 주둔, 독일-소련 불가침 조약, 카틴 학살, 바르샤바 봉기를 지원하지 않은 소련의 실패와 같은 금기 사항에 대한 질문이 점점 더 많아지면서 바뀌었다. 새로운 당 대회가 요구되었고, 폴란드 하원의 더 큰 역할과 개인의 자유 보장이 요구되었다. 이 과정에 놀란 당 사무국은 연설을 대중에게 공개하지 않기로 결정했다.

### 포즈난 시위
6월에 현황에 대한 불만이 결국 포즈난 시에 있는 유제프 스탈린 금속 산업 공장 노동자들의 대규모 시위로 이어졌다. 정부가 갑자기 요구 작업량을 늘리면서 공장 노동자의 약 80%가 상여금을 잃었을 때 자발적인 파업을 시작했다. 이는 식량 및 소비재 부족, 나쁜 주거 환경, 실질소득 감소, 소련과의 무역 관계, 경제의 부실한 관리와 같은 문제에 대한 광범위한 시위로 확대되었다. 폴란드 정부는 시위대를 "선동가, 반혁명가 및 제국주의 대리인"으로 규정하고 가혹하게 진압했으며, 시위는 곧 폭력적인 폭동으로 변했다. 주로 시위자들인 57명에서 78명의 사람들이 사망했으며, 수백 명이 부상당하고 체포되었다. 그러나 곧 당 지도부는 폭동이 민족주의 운동을 일으켰음을 인식하고 의견을 바꿨다. 임금은 50% 인상되었고, 경제 및 정치적 변화가 약속되었다.

### 가을 시위
포즈난 시위는 가장 큰 시위였지만, 그해 가을 폴란드에서 다시 격렬한 사회 시위가 벌어졌다는 점에서 유일한 시위는 아니었다. 11월 18일, 폭도들은 비드고슈치에서 시민군 본부와 무선 방해 장비를 파괴했고, 12월 10일에는 슈체친에서 군중이 감옥, 국가 검찰청, 시민군 본부, 소련 영사관을 포함한 공공건물을 공격했다. 전국적으로 사람들은 보안 경찰을 비판하고 공안위원회 해체와 가장 유죄인 공무원들의 처벌을 요구했다. 비밀 경찰 협력자 폭로를 요구했으며, 의심되는 협력자들은 자주 폭행당했다. 많은 지역에서 군중이 비밀 경찰 본부 밖에 모여 적대적인 구호를 외치고 창문을 부수었다. 폴란드 전역의 수백 개 도시에서 대중 회의, 시위 및 거리 행진이 열렸다. 회의는 일반적으로 지역 당 세포, 지방 당국 및 노동조합에 의해 조직되었다. 그러나 공식 조직자들은 정치적 내용이 원래 의제를 초과함에 따라 통제력을 잃는 경향이 있었다. 대부분의 파업 노동자들은 스탈린주의 체제에 반대했지만, 자본주의로의 회귀를 요구하지는 않았다. 주요 영감은 공장 노동자 자체 관리 시스템이 도입된 유고슬라비아였다. 시위대가 제기한 대부분의 경제적 요구는 유고슬라비아에 존재했던 것과 유사한 시스템을 요구했다.
군중은 종종 급진적인 행동을 취했고, 이는 종종 거리 소요와 경찰 및 기타 법 집행 기관과의 충돌로 이어졌다. 거리 활동은 10월 19일부터 21일까지 열린 폴란드 통일노동자당 중앙위원회의 "제8차 본회의" 동안과 직후에 최고조에 달했지만, 연말까지 계속되었다. 동시에 종교 및 성직자 감정이 급증했다. 찬가가 불려졌고, 스테판 비신스키의 석방과 억압된 주교들의 복직이 요구되었다. 민족주의는 대중 동원의 결속제였으며, 사람들이 폴란드 국가와 다른 애국적인 노래를 부르고, 국기에 백독수리와 전통적인 군복 반환을 요구하고, 소련에 대한 폴란드의 의존과 소련군을 공격하는 공개 회의를 지배했다. 그들은 소련으로부터 동부 영토 반환, 카틴 학살에 대한 설명, 교육 과정에서 러시아어 제거를 요구했다. 10월 마지막 10일 동안, 폴란드인들이 경멸하는 붉은 군대 기념물이 공격받았다. 붉은 별은 주택, 공장, 학교 지붕에서 철거되었고, 적기는 파괴되었으며, 붉은 군대 장군 콘스탄틴 로코솝스키의 초상화는 훼손되었다. 주로 많은 소련 육군 병력이 거주하는 돌니실롱스크에서 소련 시민의 집에 강제로 침입하려는 시도가 있었다. 그러나 헝가리와 포즈난의 시위대와는 달리, 활동가들은 공산주의 체제에 순전히 반대하지 않는 정치적 요구와 행동을 제한했다. 6월에 그랬던 것처럼 공산주의 당국은 공개적으로 그리고 명백히 도전받지 않았고, "우리는 자유 선거를 원한다", "공산주의 독재 타도", "당 타도"와 같이 6월 봉기에서 만연했던 반공산주의 슬로건은 훨씬 덜 만연했다. 지역 폴란드 통일노동자당 위원회는 시위대에 의해 공격받지 않았다.

## 정치적 리더십 변화

### 고무우카의 귀환

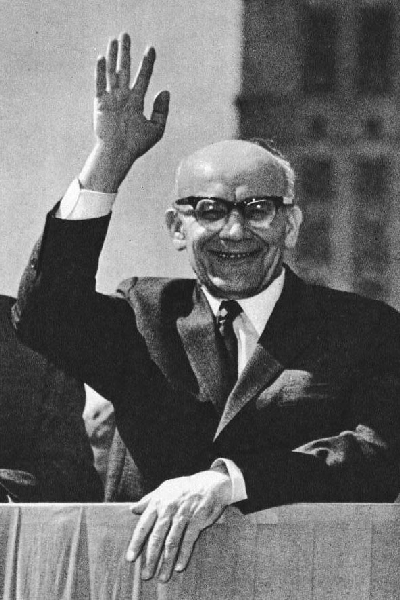
브와디스와프 고무우카

10월, 비에루트 사망 이후 폴란드 통일노동자당의 제1서기였던 에드바르트 오하프는 제8차 본회의에서 브와디스와프 고무우카를 제1서기로 선출할 것을 제안했다. 고무우카와 비에루트는 제2차 세계 대전 중 국가 평의회에서 숙적이었다. 고무우카는 소련에 회의적인 온건파 공산주의자였던 반면, 비에루트는 모스크바에 충성하는 독실한 스탈린주의자였다. 고무우카는 1943년부터 폴란드 노동자당 (폴란드 통일노동자당의 전신)의 서기장을 역임했으며, 1947년부터 1948년 스탈린주의자들에 의해 권력에서 축출될 때까지 데 팍토 폴란드의 지도자로 활동했다. 그는 1949년 당에서 축출되었고 1951년 비에루트와 함께 스탈린주의 강경파에 의해 "우익 민족주의적 일탈" 혐의로 투옥되었다가 1954년에 석방되었다.
고무우카는 폴란드 공산주의의 두 파벌, 즉 체제 자유화를 주장하는 개혁파와 타협이 필요함을 깨달은 강경파 모두에게 받아들여질 수 있음을 입증했다. 고무우카는 개혁을 시행할 실질적인 권한을 부여받을 것을 주장했다. 그가 내세운 구체적인 조건 중 하나는 포즈난 노동자들에게 군대를 동원했던 소련의 콘스탄틴 로코솝스키 원수를 폴란드 통일노동자당 정치국과 국방부에서 해임하는 것이었고, 오하프는 이에 동의했다. 폴란드 인민군과 국내 보안대의 지지를 받은 폴란드 지도부의 대다수는 고무우카와 몇몇 측근들을 정치국에 합류시키고 고무우카를 제1서기로 지명했다. 스탈린주의 스캔들에 영향을 받지 않은 고무우카는 폴란드 대중에게 받아들여질 수 있었지만, 처음에는 모스크바로부터 많은 의심을 받았다.

### 소련의 반응
소련 지도부는 폴란드에서 벌어지는 일들을 우려했다. 소련에서도 스탈린 격하 운동이 진행되고 있었지만, 소련 지도부는 폴란드 대중이 원하는 민주적 개혁을 받아들일 수 있는 해결책으로 보지 않았다. 모스크바에서는 한 국가에서의 자유화가 공산주의의 파괴와 지역 전체에서 소련의 영향력 붕괴로 이어질 수 있다고 믿었다. 소련은 개혁의 정치적 영향뿐만 아니라 경제적 영향에 대해서도 우려했다. 경제적으로 소련은 동구권에 막대한 투자를 했으며, 경제 통합을 위해 노력하고 있었다. 소련은 폴란드 산업에 자금을 지원했으며, 폴란드의 주요 무역 파트너였다. 소련은 폴란드가 생산하는 제품을 지시하고, 제품을 구매하며, 폴란드에서 더 이상 생산되지 않는 물품을 폴란드로 수출했다. 이러한 통합은 한 국가에서의 어떤 개혁이든, 정치적이든 경제적이든, 다른 국가에 큰 영향을 미칠 것임을 의미했다. 폴란드가 경제적으로 소련과 불가분하게 연결되어 있었기 때문에, 독립적인 폴란드 경제에 대한 생각은 비현실적이었다. 폴란드는 오랫동안 소련에 의존해야 했기 때문에 완전히 독립하는 것은 재앙적일 수 있었다. 따라서 양국은 다른 측면에서 중요한 권력을 가지고 있었다. 폴란드는 동유럽에서 소련의 정치적 힘과 권력을 위협할 수 있었고, 소련은 본질적으로 폴란드 경제를 파괴할 수 있었다. 그러므로 폴란드 정부의 어떤 개혁도 일부 소련의 요구에 양보해야 했지만, 소련은 동시에 중요한 파트너에게 양보해야 했다.
소련 공산당 중앙위원회의 고위 대표단이 폴란드 통일노동자당 정치국에서 친소련 구성원, 주로 로코솝스키를 제거하는 것을 막기 위해 폴란드로 날아왔다. 소련 대표단은 흐루쇼프가 이끌었고, 아나스타스 미코얀, 니콜라이 불가닌, 뱌체슬라프 몰로토프, 라자리 카가노비치, 이반 코네프가 포함되었다. 폴란드군과 소련군 모두 경계 태세에 돌입하고 얇게 위장된 위협으로 사용된 "기동"을 벌였기 때문에 협상은 긴장되었다. 소련 대표단이 도착하기 전에도 폴란드에 주둔한 소련군(두 개의 기갑사단 포함)은 기지에서 출발하여 바르샤바를 향해 이동하기 시작했다. 진격을 멈추라는 명령을 받았을 때, 그들은 폴란드 수도에서 불과 100km 떨어진 곳에 있었다.

### 폴란드-소련 협상
폴란드 지도부는 공산주의의 모습이 더 민족화되어야 하며 소련이 더 이상 폴란드 국민을 직접 통제할 수 없음을 분명히 했다. 소련은 스탈린주의 시대에 모스크바에 친화적인 폴란드인이나 소련인을 폴란드의 중요한 정치적 직책에 배치했기 때문에 불리한 입장에 놓였다. 흐루쇼프는 자신의 연설에서 스탈린주의를 그렇게 격렬하게 비난한 후, 더 많은 소련인을 폴란드 지도부에 강제하는 것으로 스탈린주의 입장으로 회귀할 수 없었다. 그러나 대중의 외침을 인식하면서 폴란드인들은 소련이 직접 통제하는 것을 막아야 했지만, 동시에 그들의 요구를 블록 내 관계를 위태롭게 할 정도로 높일 수는 없었다. 고무우카는 자주권 증대와 일부 개혁 단행 허가를 요구했지만, 동시에 소련에 개혁은 내부 문제이며 폴란드는 공산주의나 소련과의 조약을 포기할 의사가 없음을 재확인했다. 소련은 또한 중국공산당으로부터 폴란드 요구를 수용하라는 압력을 받았다. 동시에 소련은 인접한 위성 국가 헝가리에서 진행 중인 1956년 헝가리 혁명에 점점 더 정신이 팔렸다. 폴란드 사건에 대한 정보는 1956년 10월 19일부터 22일 사이에 자유 유럽 방송의 뉴스 및 논평 서비스를 통해 헝가리 국민에게 전달되었다. 고무우카를 지지하며 헝가리에서도 비슷한 개혁을 요구하는 부다페스트의 학생 시위는 반란을 촉발시킨 사건 중 하나였다. 헝가리에서 일어난 사건들은 더욱 공격적이고 폭력적인 성격을 띠었으며, 소련의 주의를 분산시키고 폴란드 10월의 성공을 보장하는 데 도움이 되었다.
결국 흐루쇼프는 고무우카가 폴란드 공산주의의 기본 토대를 바꾸지 않을 것이라는 확신을 얻자 침공 위협을 철회하고 타협에 동의했으며, 고무우카는 새로운 직책에 임명되었다. 흐루쇼프가 회고록에서 밝힌 바에 따르면, 그는 고무우카로부터 직접 항의를 받은 후 소련군에게 진격을 멈추라고 명령했다고 한다. 흐루쇼프에 따르면 고무우카는 격앙된 상태로 군대가 기지로 돌아가지 않으면 "끔찍하고 되돌릴 수 없는 일이 일어날 것"이라고 "요구했다"고 한다. 흐루쇼프는 고무우카가 수감에서 풀려난 후부터 그가 폴란드 통일노동자당의 최고 지도자로 승진할 것이라고 예상했으며, 고무우카의 임명에 반대하지 않았다고 주장한다.

## 여파

### 정치적 영향
폴란드 통일노동자당 지도부의 입장은 10월 사회 시위의 상대적으로 온건한 정치적 차원에 기여했다. 6월에 폴란드 통일노동자당에 대한 시위를 촉발했던 민족주의 감정은 고무우카와 그의 지지자들에 대한 소련의 침략 위협으로 인해 지지로 바뀌었다. 6월에는 여전히 외국적이고 반폴란드적 이해관계의 꼭두각시이자 하인으로 취급되며 국가 공동체에서 배제되었다. 10월에는 그들이 소련의 지배에 저항하는 국가의 일부가 되었고, 고무우카는 주로 공산주의 지도자가 아니라 소련의 요구에 저항함으로써 독립과 주권에 대한 국가적 염원을 구현한 국가 지도자로서 대다수 사회로부터 열렬히 지지받았다. "로코솝스키는 집에 가라", "러시아인들을 타도하라", "고무우카 만세", "우리는 자유 폴란드를 원한다"와 같은 반소련 슬로건과 함께 그의 이름이 수천 번의 회의에서 외쳐졌다. 고무우카의 반소련 이미지는 과장되었지만, 1948년 그의 반스탈린주의 노선과 그 이후 수년간의 감금으로 인해 대중의 상상 속에서 정당화되었다. 따라서 폴란드 공산주의자들은 예기치 않게 국가 해방 운동의 선두에 서게 되었다. 고무우카에게 제공된 열렬한 대중적 지지는 폴란드의 공산주의 통치 정당화에 기여했으며, 이는 대중적인 민족주의적, 반소련적 감정을 지배적인 권력 구조에 통합시켰다.
그러나 고무우카는 공산주의나 소련의 지배를 거부할 수 없었고 원하지도 않았다. 그는 폴란드를 더 큰 독립과 "폴란드 민족 공산주의"로 이끌 수 있을 뿐이었다. 소련이 인식한 이러한 제한된 야망 때문에, 급진적인 헝가리 혁명이 실패한 반면, 제한된 폴란드 혁명은 성공했다. 헝가리에서는 사회 시위가 정치 시스템을 파괴했지만, 폴란드에서는 시위가 정치 시스템에 흡수되었다. 노먼 데이비스는 그 효과를 폴란드가 괴뢰정권에서 종속국으로 변모한 것으로 요약한다. 레이몬드 피어슨도 마찬가지로 폴란드가 소련의 식민지에서 자치령으로 변했다고 언급한다. 그럼에도 불구하고, 즈비그뉴 브레진스키와 프랭크 기브니와 같은 일부 사회학자들은 이러한 변화를 헝가리보다 덜 극적이지만 동구권에 훨씬 더 심오한 영향을 미 미쳤을 수 있는 혁명으로 언급한다. 티머시 가튼 애쉬는 폴란드 10월을 폴란드 전후 역사에서 솔리다르노시치의 등장 이전까지 가장 중요한 사건으로 평가한다. 역사학 교수 이반 T. 베렌드는 폴란드 10월이 동구권에 미친 영향에 대해서는 논쟁의 여지가 있지만, 이는 폴란드 인민 공화국에서 공산주의의 몰락으로 이어지는 길을 열었다고 주장한다. 중국에서는 일부 지도자들이 폴란드 사건과 헝가리 시위를 중공업을 지나치게 강조하면서 사람들의 생계에 충분한 주의를 기울이지 않는 것의 위험을 보여주는 것으로 보았다.

### 고무우카의 통치
고무우카는 대중 연설에서 스탈린주의의 어려움을 비판하고 국가 민주화를 위한 개혁을 약속했으며, 이는 폴란드 사회로부터 큰 열광을 받았다. 11월 중순까지 고무우카는 소련과의 협상에서 상당한 성과를 거두었다. 기존 폴란드 부채의 취소, 새로운 우대 무역 조건, 불인기적인 소련 강제 폴란드 농업 집단화 포기, 그리고 로마 가톨릭교회에 대한 정책 자유화 허가 등이었다. 12월에는 폴란드 주둔 소련군인 북방군의 지위협정이 마침내 규정되었다. 10월 사건 이후, 로코솝스키와 다른 많은 소련 "고문단"이 폴란드를 떠났는데, 이는 모스크바가 충성심을 대가로 폴란드 공산주의자들에게 약간 더 많은 독립을 허용할 의향이 있음을 나타낸다. 폴란드 정부는 스탈린 시대의 많은 희생자들을 복권시켰고, 많은 정치범들이 석방되었으며, 그 중에는 스테판 비신스키 추기경도 있었다. 1957년 폴란드 총선은 1952년보다 훨씬 더 자유로웠지만, 서구 기준으로 여전히 자유롭다고 간주되지 않았다.
고무우카가 국가적 전통과 선호에 더 조화로운 "폴란드식 사회주의의 길"을 따르겠다고 맹세하자, 많은 폴란드인들은 1956년의 극적인 대결을 독재의 종말이 임박했다는 신호로 해석했다. 처음에는 그의 개혁으로 인해 매우 인기가 많았으며, 당시에는 소련의 흐루쇼프 해빙기를 칭찬하기 위해 "고무우카의 해빙"이라고 낙관적으로 불렸다. 사회는 더 자유로워졌다 (예를 들어, 폴란드 영화 학파의 성과와 재와 다이아몬드와 같은 논란이 많은 영화의 제작에서 볼 수 있듯이), 그리고 시민 사회가 발전하기 시작했지만, 어정쩡한 민주화는 폴란드 대중을 만족시키기에 충분하지 않았다. 고무우카는 소련의 압력에 대한 저항을 점차 누그러뜨렸고, 1950년대 후반 폴란드의 주요 정치적 변화에 대한 희망은 1960년대에 점차 커지는 환멸로 대체되었다. 시스템 불안정을 두려워하고 쌓여가는 문제들을 해결해야 한다는 압력 속에서 그의 통치는 정체되고 권위주의적으로 변모하여 많은 자유화를 서서히 되돌렸다. 1968년 3월 사건이 일어날 무렵에는 고무우카의 해빙은 오래전에 끝났고, 증가하는 경제 문제와 대중의 불만은 결국 1970년 고무우카를 권력에서 물러나게 만들었는데, 아이러니하게도 그를 권력에 오르게 했던 시위와 유사한 상황이었다. 결국 고무우카는 폴란드에서 공산주의, 또는 사회주의를 구원하려던 목표에 실패했다.

## 더 읽어보기
- 달린, 알렉산더. "The Soviet Stake in Eastern Europe". Annals of the American Academy of Political and Social Science 317(1958): 138–145.
- "Excerpts from Gomulka's Speech to Central Committee of Polish Communists". 뉴욕 타임즈, 1956년 10월 21일: 28.
- 그루손, 시드니. "Soviet Leaders Rush to Poland to Demand Pro-Moscow Regime; Said to Post Troops at Warsaw". 뉴욕 타임즈, 1956년 10월 20일: 1.
- 켐프-웰치, 토니. "Dethroning Stalin: Poland 1956 and its Legacy". 유럽-아시아 연구 58(2006): 1261–84.
- 켐프-웰치, 토니. "Khrushchev's 'Secret Speech' and Polish Politics: The Spring of 1956". 유럽-아시아 연구 48(1996): 181–206.
- 프라즈모프스카, 아니타 (2010). 《Poland A Modern History》. 런던: I.B. 타우리. ISBN 978 1 84885 273 0.
- 지즈니에프스키, 스탠리 J. "The Soviet Economic Impact on Poland". American Slavic and East European Review 18(1959): 205–225.